# Leiopotherapon macrolepis
Leiopotherapon macrolepis är en fiskart som beskrevs av Vari, 1978. Leiopotherapon macrolepis ingår i släktet Leiopotherapon och familjen Terapontidae. IUCN kategoriserar arten globalt som livskraftig. Inga underarter finns listade i Catalogue of Life.